# Theater te Water
Theater te Water was een toneelgezelschap dat van 1982 t/m 2016 voorstellingen verzorgde in Noord-Nederland.
De voorstellingen vonden doorgaans plaats in het ruim van een boot. Deze boot, De Verwondering, voer door Noord-Nederland en op de verschillende aanlegplaatsen werden voorstellingen gegeven. Er was niet veel ruimte voor publiek, hooguit 48 personen per voorstelling. Meestal lag het schip in een haven aangemeerd voor de voorstelling, alleen bij het Leekstermeer is de haven niet diep genoeg en werden de voorstellingen midden op het meer gegeven. Met fluisterbootjes werd het publiek naar het schip gebracht. Soms werd in kleine zalen gespeeld.

## Leiding en spelers
Het geheel stond onder leiding van artistiek leider Just Vink.
Een keur aan jonge artiesten heeft in de loop van de jaren meegewerkt, waarvan sommigen later regionale en zelfs landelijke beroemdheden werden. Hieronder zijn:
- Bert Visscher
- Alina Kiers
- Theo de Groot
- Miranda Bolhuis
- Arno van der Heyden
- Gabriëlle Glasbeek
- Marlies de Waard
- Zahra Lfil

## Jubileum
In het jubileumjaar 2007 speelde Theater te Water de voorstelling Theater te Water speelt Theater te Water waarin men zichzelf op de hak nam. Het door Just Vink geschreven stuk verbeeldde een repetitie die Theater te Water houdt voor het stuk Romeo en Julia. Hierin krijgt de regisseur, Just Vink gespeeld door Dirk van Weerden, het zwaar te verduren van de acteurs.
Verder werd het het 25-jarig bestaan gevierd met een bal in de Stadsschouwburg te Groningen, waarop het boek Volop Verwondering werd gepresenteerd, geschreven door Just Vink, scenarioschrijver Jan Veldman en Frank den Hollander (Rooie Rinus).
Het boek is ingedeeld in vier perioden:
- 1982 - 1987 - het begin
- 1987 - 1992 - met Bert Visscher en Alina Kiers
- 1992 - 2000 - met Theo de Groot en Miranda Bolhuis
- 2000 - 2007 - met wisselende acteurs

## Afscheid
Theater te Water is in 2016 gestopt. Ter afscheid werd dat jaar de schouwburgvoorstelling ‘De verbijstering voorbij' opgevoerd in theater De Nieuwe Kolk in Assen en in de Stadsschouwburg te  Groningen.